# Vadim Andreiev
Pour les articles homonymes, voir Andreiev.
Œuvres principales
Champ sauvage
Vadim Leonidovitch Andreiev (en russe : Вади́м Леони́дович Андре́ев), né le 7 janvier 1903 à Moscou et mort à Genève le 20 mai 1976 est un poète et écrivain russe.

## Biographie

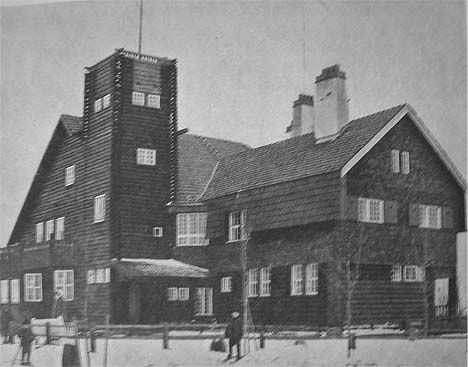
Villa des Andreïev à Vammelsuu.

Fils aîné de l'écrivain Leonid Andreïev, frère de Daniel Andreiev, Vadim Andreiev nait à Moscou. Après la mort de sa mère en 1906, il est élevé par sa grand-mère maternelle Efrossinia Veligorskaïa (Chevtchenko), petite-nièce du poète, peintre et humaniste ukrainien Taras Chevtchenko. Il vit en Finlande où son père possède une villa à Vammelsuu. En 1913, il commence ses études dans le gimnasium de Karl Johann May de Saint-Pétersbourg, il est logé chez le professeur Mikhaïl Reisner. Dès le début de la première guerre mondiale il déménage à Moscou où il poursuit ses études dans le gimnasium de Lev Polivanov. Plus tard, il revient à Saint-Pétersbourg et étudie à l'école de Lentovskaïa. 
En octobre 1917, il part avec son père en Finlande. En été 1921, il vit à Constantinople, puis à Sofia, d'où après avoir obtenu une bourse du comité Witmore, il part à Berlin. Là, avec Anna Prismanova et Georgi Wenus il fait ses premiers pas dans le domaine littéraire en publiant un recueil poétique Maison dans le vent. 
En 1924, il s'installe à Paris où il épouse bientôt la fille adoptive de Viktor Tchernov, Olga (1903-1978). Ensemble ils auront deux enfants. 
En 1932, parrainé par l'écrivain et journaliste Mikhaïl Ossorguine, il est admis dans la loge maçonnique Étoile du Nord. En même temps il s'illustre comme l'un des fondateurs de la loge Frères du Nord qui se regroupe autour de Mikhaïl Ossorguine.
Il prend la citoyenneté soviétique en 1948, mais continue à résider en France effectuant de fréquents voyages en URSS. Il fait passer secrètement à l'ouest les microfilms des manuscrits d'Alexandre Soljenitsyne à l'insu des agents du KGB qui surveillent en permanence l'écrivain-dissident,,. Par la suite un conflit opposera Alexandre Soljenitsyne et la fille d'Andreïev, Olga Carliste et son mari, au sujet de la traduction et des droits d'auteur de L'Archipel du Goulag, Vadim Andreïev refusant également de rendre les photocopies en sa possession à un émissaire de Soljenitsyne à Genève. 
Auteur de recueil de poésie : Le Mal être (1928), Le Second souffle (1950), au cours des dernières années de sa vie, il travailla au sein de l'ONU aux États-Unis.
Il est le grand-père de Daniel Andreyev, auteur, journaliste et vidéaste français.
Il est inhumé au cimetière russe de Sainte-Geneviève-des-Bois.

## Œuvres
- Champ sauvage, traduit du russe par Antoinette Mazzi. 1969, Éditions du Progrès